# رود لیمای
رود لیمای (به انگلیسی: Limay River) رود‌ای به‌طول ۳۸۰ کیلومتر است که در آرژانتین جریان دارد.